# Monety miejskie Rygi (1581–1622)

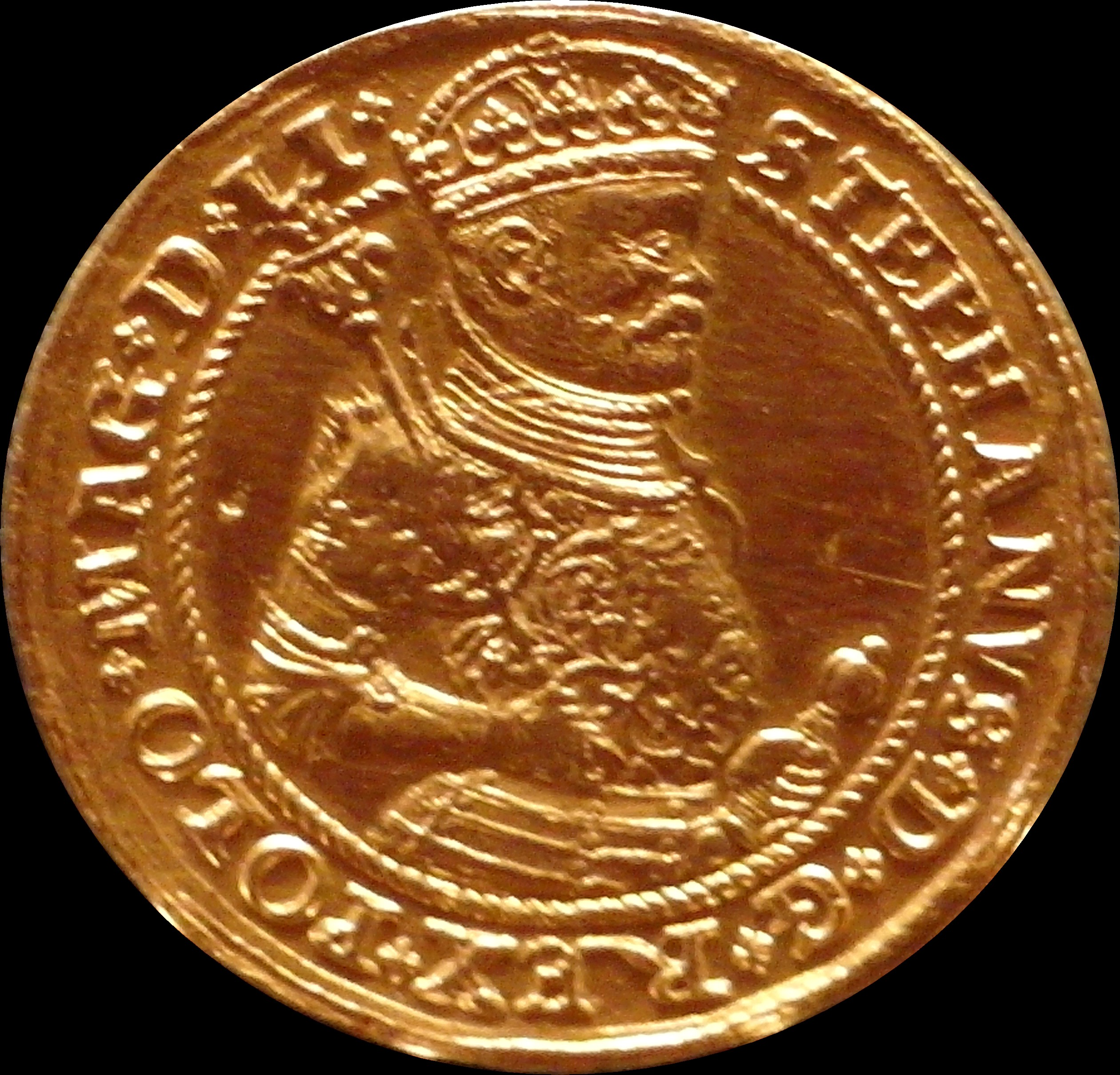
Portugał ryski Stefana Batorego z 1586 roku

Monety miejskie Rygi – monety bite w mennicy w Rydze w latach 1581–1622, w okresie, gdy miasto należało do I Rzeczypospolitej.
Po podpisaniu 28 listopada 1561 r. paktu wileńskiego, Ryga, będąca miastem inflanckim, jeszcze przez 20 lat pozostawała niezależna. Dopiero 15 stycznia 1581 r. król Stefan Batory podpisał akt poddania się Rygi jego władzy. 14 grudnia 1582 r. nadał szczególne prawa krajowe Inflantom, które stały się w ten sposób polsko-litewskim kondominium. Koniec polsko-litewskiego okresu Rygi nastąpił 16 września 1621 r., wraz z kapitulacją miasta przed wojskami szwedzkimi. Ostatecznie Rzeczpospolita zrzekła się swoich praw do Rygi w 1660 r.

## System monetarny
Rolę krajowej mennicy Inflant pełniła – w oparciu o królewski przywilej z 14 stycznia 1581 r. – bardzo aktywna miejska mennica w Rydze, która przeszła w ten sposób z tradycyjnej waluty – marki obrachunkowej, na talara.
Po przejęciu Rygi przez Stefana Batorego miejska mennica przystąpiła do zmiany stempli oraz podjęcia produkcji nowych monet, na podstawie obowiązujących w całej Rzeczypospolitej ordynacji menniczych opartych na grzywnie krakowskiej z:
- 5 stycznia 1580 r. – dla monet srebrnych, oraz
- 1528 r. – dla monet złotych.

Do zdobycia Rygi przez Szwedów w 1621 r. regulacje prawne ulegały z biegiem czasu modyfikacjom w wyniku:
- dewaluacji drobnej monety z 1604 r. oraz
- aktualizacji z 1612 r. (szelągi litewskie) i jej modyfikacji z 1619 r. (półtoraki).

Mennica ryska nie stosowała się jednak w pełni do wprowadzanych zmian, niekiedy wcielając je w życie z dużym opóźnieniem. Jako przykład można wymienić bicie, po dewaluacji z 1604 r., aż do 1620 r., szelągów według regulacji z 1580 r. W tym okresie w Rydze przyjmowano zdewaluowane polskie, ale po niższy kursie. Dopiero w latach 1620–1621, tuż przed wejściem do miasta Szwedów, Ryga zaczęła wybijać lżejsze szelągi.

## Emisje monetarne
Do pierwszych emisji mennicy miejskiej w Rydze zaliczane są grosze z 1581 roku, na awersie których umieszczono głowę króla zwróconą w prawo i legendę:

STEPH(anus) D(ei) G(ratia) REX PO(loniae) M(agnus) D(ux) L(ithuaniae)

natomiast na rewersie dwie tarcze z Orłem i Pogonią, czasami także Wilcze Kły – herb Batorych, oraz napis:

GROSSVS CIVI(tatis) RIGENSIS

Nie umieszczono jednak na tych walorach herbu Rygi, co wkrótce zostało naprawione i kolejne monety tego nominału (1581–1584) uzupełniono średnim herbem miasta.
Trojaki z lat 1581–1586 miały awers prawie identycznym jak grosze, choć w tytulaturze często zastępowano M.D.L. przez D.L. (Dux Livoniae), podobnie jak na monetach gdańskich był w tym miejscu tytuł pruski. Wzorzec rewersu zaczerpnięto z tradycji polskiej – czterowierszowy tekst:

GROS(sus) ARG(enteus) TRlP(lex) CIVI(tatis) RIGEN(sis)

z wkomponowaną „bramą”, datą oraz nominałem – III. Znane są bardzo rzadkie trojaki ryskie z datą 1580, ale opinie o ich chronologii są podzielone. Na ostatnich dwóch rocznikach (1585–1586) mincmistrz i jednocześnie dzierżawca, Hermann Wulff, umieścił swój znak w postaci lilijki.
Z drobnych monet w tym czasie zakład ryski opuściły:
- denarki (1582) z wyobrażeniem głowy króla i „bramy” oraz
- szelągi (1582–1586 oraz bezrocznikowe), bite dość wyróżniającym się stemplem – monogram królewski (ukoronowana, ozdobna, duża litera S z herbem Batorych w środku) oraz dwa skrzyżowane klucze z krzyżykiem powyżej informujące o ryskim pochodzeniu. Na nich też umieszczana była lilijka WuIffa, choć niekiedy w latach 1584–1585 nieznany mincerz umieszczał liść koniczyny.

W latach 1584–1586 Ryga zamanifestowała swoją przynależność do Rzeczypospolitej wybiciem złotych dukatów (1584–1585) oraz portugałów (1586) – niezwykle rzadkich w XXI w. monet. Dziesięciodukatówka przedstawiała zwróconą w prawo postać Stefana Batorego z berłem, z otokową legendą:

STEPHANVS D(ei) G(ratia) REX POLO(niae) MAG(nus) D(ux) Ll(thuaniae)

Na rewersie znajdowały się dwa stylizowane lwy podtrzymujące heraldyczną ryską bramę oraz napis:

MONETA NOVA AVREA CIVITA(ti)S RIGENS(is)

Wszystkie monety złote noszą znak Wulffa – lilijkę.
W 1586 roku wybito w Rydze talar medalowy wzorowany na emitowanym rok wcześniej przez mennicę wileńską. O pochodzeniu ryskim monety z roku 1586 świadczy aż czterokrotnie powtórzona na rewersie lilijka Wulffów, połączona jednak z inicjałami MW (może od Martina Wulffa seniora, a nie wileńskiego Michaela Winckelmanna) zamiast spodziewanych HW (Hermanna Wulffa). Awers nosi portret króla w czapce węgierskiej z kitą i standardową tytulaturę (bez tytułu księcia Liwonii). Rewers, wyłącznie napisowy, cytuje Przypowieści Salomona (29,14):

REX QVI IVDICAT IN VERITATE PAVPERES THRONVS EIVS IN ETERNVM FIRMABITVR, PRO(werbia Salomonis) Z9

(pol. Król, który sądzi według prawdy ubogie, stolica jego będzie na wieki utwierdzona).
Nie znane są powody obu emisji – wileńskiej z 1585 r. i ryskiej z 1586 r.
Talar ryski miał również odbitki w złocie, o masie 5 oraz 11½ dukata. W 1592 r. awers talara medalowego połączono z rewersem portugała koronnego Zygmunta III, wybitego również w Rydze – powstała w ten sposób 10-dukatowa hybryda.
Inną emisją okolicznościową był talar za zdobycie Połocka, przedstawiający na awersie półpostać króla w koronie i zbroi, a na rewersie napis okolicznościowy i aż 8 lilijek, o nieco innym jednak wyglądzie, niż Wuiffowskie. Pochodzenie tego okazu nie jest jasne – przypisywanego niekiedy mennicy miejskiej w Gdańsku (lilijki mogą przypominać arabeski – znak Goeblów z Gdańska).
Po wstąpieniu na tron Zygmunta IIl Wazy, Ryga emitowała podobne gatunki pieniądza. Nie wznowiono produkcji groszy, ale pojawiły się półtoraki (1616, 1617, 1620) z 5-polową tarczą herbową (pole 1 i 4 – Orzeł, pole 2 i 3 – Pogoń, w środku – herb Wazów – Snopek) i otokową legendą:

SIGlS(mundus) III D(ei) G(ratia) REX PO(loniae) M(agnus) D(ux) L(thuaniae)

oraz z symbolem władzy królewskiej (jabłko z krzyżem) i inskrypcją:

GROS(us) ARGE(nteus) ClV(itatis) RIG(ensis)

Półtoraki z roku 1620 różniły się tekstem rewersu:

MONE(ta) NOVA CIV(tatis) RIGE(nsis)

i często – zamiast lub obok liszki, czyli znaku menniczego Ottona von Meppen – nosiły mały herb Rygi. Roczniki 1616 i 1617 półtoraków są jednak wymieniane tylko w źródłach XX w. i starszych. Opracowania XXI w. informują jedynie o emisji półtoraków z roku 1620, a monety z 1616 i 1617 są zaliczane do groszy ryskich.
Najliczniejszą grupę monet produkowanych w tym czasie stanowią szelągi, bite nieprzerwanie od 1588 r. (z wyjątkiem roku 1608). Egzemplarze z lat 1588–1609 sygnowane są Iilijką Heinricha Wulffa, pozostałe liszką Meppena. Cyfra królewska i tym razem zbudowana jest z dużej, ozdobnej litery S z herbem rodowym w środku, ale kryje imię nie Stefana, lecz Zygmunta (Sigismundus).
Trojaki (1588–1600, 1619) nie zmieniły rysunku, tylko opatrzono je aktualnym imieniem i portretem władcy. Ostatnia emisja nosi znak liszki, wszystkie wcześniejsze lilijkę.
Podobnie jak za Batorego ukazały się dukaty (1588, 1594, 1597, 1599, 1619) i portugały (1592). Te pierwsze, bite dwoma wariantami stempla przedstawiają głowę króla lub jego stojącą postać z mieczem (1588) na awersie oraz średni herb miasta – bramę, na rewersie. Awers portugałów odbiega od dotychczas stosowanego ujęcia ikonograficznego portretu monarchy – postać Zygmunta III z berłem w prawej ręce, z mieczem u pasa, w zbroi i w koronie. Nie jest to często spotykany wizerunek na monetach polskich i z Polską związanych. Wprawdzie mennica poznańska w tym samym 1592 r., według takiego wzorca, wybiła dukaty koronne, jednak pochodzenia wyobrażeń stempla raczej należy dopatrywać się w mennictwie szwedzkim i rewelskim (talary z 1536 roku bite w Rewlu przez wielkiego mistrza Hermana von Bruggenei). Dukaty o typowym wyglądzie, bite w 1588 r., noszą jako znak menniczy liść, a z datą 1619 – liszkę. Wszystkie pozostałe nominały złote sygnowano lilijką.
W latach 1581–1621 mincmistrzami mennicy ryskiej byli:
- Martin Wulff (sprawował ten urząd już od 30 listopada 1571 r.),
- Heinirich Wulff (od września 1588 r.),
- Martin Wulff junior (od 1615 r.).

Warto jednak zauważyć, że lilijką – znakiem mincerzy z rodziny Wulff sygnowano monety ryskie w latach 1571–1607, natomiast od 1609 do 1621 r. na monetach umieszczana była „liszka” (lis) – znak burmistrza Otto von Meppena.
Portugały z 1592 i 1617 r. oraz talar i 6-dukatówka z 1592 r. stanowią sporne emisje i niekiedy w XX i XXI w. nie są uznawane za monety ryskie.

## Obieg pieniężny
Moneta ryska emitowana według wzoru i stopy polskiej pod stemplem Stefana Batorego i Zygmunta III Wazy była pełnoprawnym środkiem obiegowym i płatniczym w całym państwie. Przyjęty w latach 1526–1580 system monetarny Rzeczypospolitej wzmocniły rangę szczególnie monety drobnej, która zdobyła status pieniądza międzynarodowego.
Ryga należała do najaktywniejszych ośrodków menniczych w okresie panowania Stefana Batorego i Zygmunta III. Aktywność ta wypływa z ogromnego zapotrzebowania, przede wszystkim na ryskie trojaki. Kursowały one daleko poza granicami Rzeczypospolitej, w wielu krajach Rzeszy, a nawet na Bałkanach. Często służyły za wzorce dla emisji lokalnych. Na wzór trojaków ryskich emitowały własny pieniądz między innymi władze miejskie Ragusy w latach 1627–1701.
O dużej aktywności mennicy miejskiej w Rydze świadczy między innymi procentowy udział jej emisji w stosunku do wszystkich monet produkowanych w Rzeczypospolitej:
- w latach 1580–1601 trojaki ryskie stanowiły 21,94% całej produkcji (koronne – 64,28%, litewskie –13,78%)[18],
- na początku XVII w. szelągi ryskie to 58,15% całej produkcji (litewskie – 33,34%, koronne – 8,5%)[19].

Konsekwentne przestrzeganie ordynacji menniczej z 1580 roku zapewniło drobnicy ryskiej przez cały okres panowania króla Stefana prawie stałą relację do dukata i talara. W latach 1580–1586 płacono bowiem za dukata 56–57 groszy, czyli około 19 trojaków, a za talara – 35-36 groszy, czyli około 12 trojaków. Proporcje te utrzymywały się jeszcze przez kilka lat rządów Zygmunta, po czym gwałtownie wzrosła cena grubej monety. Pod koniec pierwszej ćwierci XVII wieku za dukaty i talary płacono dwu, a nawet dwu i półkrotnie więcej.
Ryskie monety złote, a z pewnością portugały, nie zatracając cech pieniądza obiegowego, pełniły raczej funkcję specjalną, o okolicznościowym charakterze:
- 12 grudnia 1586 r. umarł przedwcześnie Stefan Batory, zwycięski wódz, który doprowadził do związku Rygi z Rzecząpospolitą. Zabezpieczając skutecznie te obszary państwa, umożliwił miastu prowadzenie operacji handlowych i dalsze rozwijanie potencjału gospodarczego. Wybity portugał mógł więc być gestem wdzięczności.
- W maju 1592 roku w Krakowie odbył się ślub Zygmunta III Wazy z arcyksiężniczką Anną i koronacja Rakuszanki. Przedstawiciele bogatej Rygi zgodnie ze zwyczajem przekazali młodej parze cenne podarki, wśród których zapewne nie zabrakło portugałów z aktualną datą.

## Monety miejskie[20][11][10][12][21]
Monety bite w okresie panowania Stefana Batorego nosiły zazwyczaj skróconą wersję tytulatury królewskiej:

STEPHANVS DEI GRATIA POLONIAE DVX LIVONIAE

na awersie, a na rewersie skracany napis:

MONETA CIVITATIS RIGENSIS

Ma monetach umieszczano herby:
- Pogoń i Orzeł,
- inicjał S z herbem rodowym Batorych – Wilcze Kły,
- mały, średni, albo wielki herb Rygi.

Metrologia monet bitych w tym okresie przedstawiała się następująco:
| Nominały        | Średnica (mm) | Masa (gramów) |
| --------------- | ------------- | ------------- |
| Denary          | 13–14         | 0,4           |
| Szelągi         | 17–19         | 1,1           |
| Grosze          | 22–23         | 1,7           |
| Trojaki         | 20–22         | 2,4           |
| Talary          | 43            | 39            |
| Dukaty          | 21–23         | 3,5           |
| Pięciodukatówka | 40            | 17,5          |
| Portugały       | 39–43         | 35            |

W przypadku emisji Zygmunta III Wazy na awersie skracano tytulaturę władcy:

SIGIMVNDVS III DEI GRATIA REX POLONIAE MAGNUS DVX LITVANIAE

lub też zamiast DVX LITVANIAE:

DVX LIVONIAE

Na rewersie zaś pojawiał się skrót napisu:

MONETA NOVA CIVITATIS RIGENSIS

a umieszczanymi herbami były:
- Orzeł i Pogoń,
- inicjał S z herbem Wazów (Snopek),
- jabłko z krzyżem,
- 5-polowa tarcza z herbami Korony i Litwy,
- mały, średni, albo wielki herb Rygi.

Metrologia monet bitych w okresie Zygmunta III przedstawiała się następująco:
| Nominały  | Średnica (mm) | Masa (gramów) |
| --------- | ------------- | ------------- |
| Szelągi   | 16–19         | 0,9–1,1       |
| Półtoraki | 18–19         | 1,2           |
| Trojaki   | 21–22         | 2,2–2,4       |
| Talary    | 43            | 39            |
| Dukaty    | 22–23         | 3,5           |
| Portugały | 40            | 35            |

### Denar
Bity w jednym roku, za panowania Stefana Batorego.
1. denar, 1582, R7

### Szelągi
Bity zarówno za panowania Stefana Batorego, jak i Zygmunta III Wazy.
- awers: ukoronowana cyfra królewska S, na niej tarcza Batorych albo Wazów, dookoła tytulatura władcy,
- rewers: ozdobna tarcza herbowa Rygi, dookoła napis, ewentualnie rok i znak mincerza.

Ostatni szeląg został wybity z datą 1622, a więc już w roku następującym po zdobyciu miasta przez Szwedów (1621).
| Szeląg ryski     | Szeląg ryski    | Szeląg ryski      | Szeląg ryski                                                | Szeląg ryski    |
| Rocznik          | Data na monecie | Stopień rzadkości | Uwagi                                                       | Zdjęcie         |
| Stefan I Batory  | Stefan I Batory | Stefan I Batory   | Stefan I Batory                                             | Stefan I Batory |
| ---------------- | --------------- | ----------------- | ----------------------------------------------------------- | --------------- |
| bezrocznikowy    | –               | R6                |                                                             |                 |
| 1580             | 8-0             | R8                |                                                             |                 |
| 1582             | 8-Z             | R1                |                                                             |                 |
| 1583             | 8-3             | R8                | istnienie niepewne                                          |                 |
| 1584             | 8-4             | R1                | istnieją dwie odmiany                                       |                 |
| 1585             | 8-5             | R                 | istnieją trzy odmiany                                       |                 |
| 1586             | 8-6             | R1                | istnieją trzy odmiany, jedna – R4                           |                 |
| Zygmunt III Waza |                 |                   |                                                             |                 |
| bezrocznikowy    | –               | R6                |                                                             |                 |
| omyłkowy         | 203             | R*                |                                                             |                 |
| 1587             | 87              | R*                |                                                             |                 |
| 1588             | 88              | R*                |                                                             |                 |
| 1588             | 8-8             | R2                |                                                             |                 |
| 1589             | 89              | R*                |                                                             |                 |
| 1589             | 8-9             | R1                |                                                             |                 |
| 1590             | 90              | R5                |                                                             |                 |
| 1590             | 9-0             | R1                |                                                             |                 |
| 1591             | 91              | R3                |                                                             |                 |
| 1591             | 9-1             | R1                |                                                             |                 |
| 1592             | 9Z              | R                 |                                                             |                 |
| 1593             | 93              |                   |                                                             |                 |
| 1594             | 94              |                   |                                                             |                 |
| 1595             | 95              |                   |                                                             |                 |
| 1596             | 96              |                   |                                                             |                 |
| 1597             | 97              |                   |                                                             |                 |
| 1598             | 98              |                   |                                                             |                 |
| 1599             | 99              |                   |                                                             |                 |
| 1600             | 600             | R                 |                                                             |                 |
| 1601             | 601             |                   |                                                             |                 |
| 1602             | 60Z             |                   |                                                             |                 |
| 1603             | 603             | R                 |                                                             |                 |
| 1604             | 604             | R1                | istnieje odmiana z odwróconą 4 (R3)                         |                 |
| 1605             | 605             |                   |                                                             |                 |
| 1606             | 606             |                   |                                                             |                 |
| 1607             | 607             |                   |                                                             |                 |
| 1609             | 609             |                   | istnieje odmiana ze snopkiem (R4)                           |                 |
| 1609             | 1609            | R                 |                                                             |                 |
| 1609             | 16-09           | R2                |                                                             |                 |
| 1610             | 10              | R6                |                                                             |                 |
| 1610             | 610             | R5                |                                                             |                 |
| 1610             | 1610            | R                 |                                                             |                 |
| 1611             | 611             | R5                |                                                             |                 |
| 1611             | 1611            | R1                |                                                             |                 |
| 1612             | 1-Z omyłkowo    | R8                |                                                             |                 |
| 1612             | 12              | R7                |                                                             |                 |
| 1612             | 1612            | R                 | istnieje odmiana z odwróconą 6 daty (R5)                    |                 |
| 1612             | 1 12            | R5                |                                                             |                 |
| 1613             | 613             | R3                |                                                             |                 |
| 1613             | 1613            | R1                | istnieje odmiana ze snopkiem (R7)                           |                 |
| 1614             | 14              | R5                |                                                             |                 |
| 1614             | 614             | R6                |                                                             |                 |
| 1614             | 1614            | R2                |                                                             |                 |
| 1615             | 1615            | R                 |                                                             |                 |
| 1616             | 16              | R8                |                                                             |                 |
| 1616             | 1616            | R                 |                                                             |                 |
| 1617             | 17              | R5                |                                                             |                 |
| 1617             | 1617            | R                 |                                                             |                 |
| 1618             | 18              |                   | istnieją trzy odmiany z innymi znakami po roku (R2, R4, R8) |                 |
| 1618             | 1618            | R4                |                                                             |                 |
| 1619             | 19              |                   |                                                             |                 |
| 1619             | 1619            | R7                |                                                             |                 |
| 1620             | Z-0             |                   |                                                             |                 |
| 1620             | Z0              |                   | istnieje odmiana z innym znakiem (R1)                       |                 |
| 1620             | 620             | R                 |                                                             |                 |
| 1620             | 6Z0             |                   |                                                             |                 |
| 1621             | Z-1             | R                 |                                                             |                 |
| 1622             | Z-2             | R6                | istnienie tego rocznika jest obecnie kwestionowane          |                 |

### Grosze
Za Stefana Batorego na awersie było umieszczone popiersie króla otoczone jego tytulaturą. Rewers natomiast występował w dwóch wersjach:
- w 1581 r. dwie złączone i ukoronowane tarcze herbowe Korony i Litwy, otoczone dookoła napisem,
- od 1581 r. herb Rygi otoczony napisem.

Na rewersie występował również rok bicia w różnych formach.
Za panowania Zygmunta III Wazy:
- awers: 5-polowa tarcza herbowa Korony i Litwy otoczona tytulaturą władcy,
- rewers: jabłko otoczone napisem, rok bicia i znak mincerza.

| Grosz ryski      | Grosz ryski     | Grosz ryski       | Grosz ryski                                                         | Grosz ryski     |
| Rocznik          | Data na monecie | Stopień rzadkości | Uwagi                                                               | Zdjęcie         |
| Stefan I Batory  | Stefan I Batory | Stefan I Batory   | Stefan I Batory                                                     | Stefan I Batory |
| ---------------- | --------------- | ----------------- | ------------------------------------------------------------------- | --------------- |
| 1581             | 15-81           | R2                | dwie tarcze herbowe na rewersie                                     |                 |
| 1581             | 15-81           | R8                | dwie tarcze herbowe na rewersie, dodatkowy herb Batorych na awersie |                 |
| 1581             | 8-1             | R1                | herb Rygi na rewersie                                               |                 |
| 1582             | 8-Z             | R1                |                                                                     |                 |
| 1583             | 8-3             | R1                |                                                                     |                 |
| 1584             | 8-4             | R1                |                                                                     |                 |
| Zygmunt III Waza |                 |                   |                                                                     |                 |
| 1616             | 1-6             | R5                |                                                                     |                 |
| 1617             | 1-7             | R6                |                                                                     |                 |

Grosze z lat 1616 i 1617 były w starszych opracowaniach klasyfikowane jako półtoraki, jednak w źródłach XXI w. wymieniane są już jako monety jednogroszowe.

### Półtoraki
Źródła z XXI w. utrzymują, że był bity jedynie za panowania Zygmunta III Wazy w roku 1620. We wcześniejszych opracowaniach wymieniano również roczniki 1616 i 1617.
- awers: 5-polowa tarcza herbowa Korony i Litwy otoczona tytulaturą władcy,
- rewers: jabłko otoczone napisem, rok bicia i znak mincerza.

| Półtorak ryski   | Półtorak ryski   | Półtorak ryski    | Półtorak ryski                            | Półtorak ryski   |
| Rocznik          | Data na monecie  | Stopień rzadkości | Uwagi                                     | Zdjęcie          |
| Zygmunt III Waza | Zygmunt III Waza | Zygmunt III Waza  | Zygmunt III Waza                          | Zygmunt III Waza |
| ---------------- | ---------------- | ----------------- | ----------------------------------------- | ---------------- |
| 1620             | Z-0              | R2                | ze znakiem mincerza, bez herbu Rygi       |                  |
| 1620             | Z-0              | R3                | bez znaku mincerza, z herbem Rygi         |                  |
| 1620             | Z-0              | R5                | ze znakiem mincerza u góry, z herbem Rygi |                  |

### Trojaki
Bity zarówno za Stefana Batorego, jak i Zygmunta III Wazy.
- awers: ukoronowane popiersie króla otoczone tytulaturą,
- rewers: nominał III u góry, pośrodku mały herb Rygi, po dwóch jego stronach rok bicia, pod nim napis w czterech wierszach.

Istnieją wątpliwości co do istnienia trojaka z rocznika 1580. Dla rocznika 1581 podawane jest również istnienie wersji z dwupolową, ukoronowaną tarczą na rewersie – zamiast napisu wierszowego.
| Trojak ryski     | Trojak ryski    | Trojak ryski      | Trojak ryski                                                                    | Trojak ryski    |
| Rocznik          | Data na monecie | Stopień rzadkości | Uwagi                                                                           | Zdjęcie         |
| Stefan I Batory  | Stefan I Batory | Stefan I Batory   | Stefan I Batory                                                                 | Stefan I Batory |
| ---------------- | --------------- | ----------------- | ------------------------------------------------------------------------------- | --------------- |
| 1580             | 15-80           | R8                | średni herb Rygi, istnienie niepewne, według Gumowskiego w zbiorach Radziwiłłów |                 |
| 1581             | 15-81           | R*                | dwie tarcze herbowe na rewersie, mały herb Rygi                                 |                 |
| 1581             | 15-81           | R4                | średni herb Rygi na rewersie                                                    |                 |
| 1582             | 8-Z             | R                 |                                                                                 |                 |
| 1583             | 15-83           | R                 |                                                                                 |                 |
| 1584             | 15-84           | R                 |                                                                                 |                 |
| 1585             | 15-85           | R                 | istnieją 3 odmiany, jedna R5                                                    |                 |
| 1586             | 15-86           | ?                 |                                                                                 |                 |
| Zygmunt III Waza |                 |                   |                                                                                 |                 |
| 1566             | 15-66 omyłkowo  | R8                |                                                                                 |                 |
| 1588             | 15-88           | R2                |                                                                                 |                 |
| 1589             | 15-89           | R2                | istnieje 5 odmian, w tym jedna R3, dwie R4                                      |                 |
| 1590             | 15-90           | R1                | mała głowa, istnieje odm. z dużą głową (R4)                                     |                 |
| 1591             | 15-91           |                   |                                                                                 |                 |
| 1592             | 15-92           | R3                |                                                                                 |                 |
| 1592             | 15-9Z           |                   |                                                                                 |                 |
| 1593             | 15-93           |                   |                                                                                 |                 |
| 1594             | 15-94           |                   |                                                                                 |                 |
| 1595             | 15-95           |                   |                                                                                 |                 |
| 1596             | 15-96           |                   |                                                                                 |                 |
| 1597             | 15-97           |                   |                                                                                 |                 |
| 1598             | 15-98           |                   |                                                                                 |                 |
| 1599             | 15-99           |                   | istnieje odmiana ze znakiem mincerskim przed GE (R2)                            |                 |
| 1600             | 16-00           | R2                |                                                                                 |                 |
| 1619             | 16-19           | R4                | duża głowa                                                                      |                 |
| 1619             | 16-19           | R3                | mała głowa                                                                      |                 |

### Dukaty
Bity zarówno za Stefana Batorego, jak i Zygmunta III Wazy.
- awers: ukoronowane popiersie króla otoczone tytulaturą,
- rewers: herb Rygi otoczony napisem.

W przypadku pierwszego rocznika Zygmunta III Wazy (1588) podawana jest również informacja o istnieniu wersji dukata ze stojącą postacią, zamiast popiersiem króla na awersie.
| Dukat ryski      | Dukat ryski     | Dukat ryski       | Dukat ryski                                       |
| Rocznik          | Data na monecie | Stopień rzadkości | Uwagi                                             |
| Stefan I Batory  | Stefan I Batory | Stefan I Batory   | Stefan I Batory                                   |
| ---------------- | --------------- | ----------------- | ------------------------------------------------- |
| 1584             | 84              | R8                |                                                   |
| 1585             | 85              | R8                |                                                   |
| 1586             | 86              | R*                |                                                   |
| Zygmunt III Waza |                 |                   |                                                   |
| 1588             | 88              | R8                | postać stojąca zamiast popiersia króla na awersie |
| 1588             | 88              | R7                | popiersie króla na awersie                        |
| 1594             | 94              | R8                |                                                   |
| 1597             | 97              | R8                |                                                   |
| 1599             | 99              | R*                |                                                   |
| 1619             | 1619            | R8                |                                                   |

### Portugały
Bity w 1586 r. za panowania Stefana Batorego, oraz w 1592 r. za panowania Władysława III Wazy.
- awers: popiersie Stefana Batorego albo postać Zygmunta III Wazy, otoczona tytulaturą władcy,
- rewers: herb Rygi otoczony napisem.

| Portugał ryski   | Portugał ryski  | Portugał ryski    | Portugał ryski  |
| Rocznik          | Data na monecie | Stopień rzadkości | Uwagi           |
| Stefan I Batory  | Stefan I Batory | Stefan I Batory   | Stefan I Batory |
| ---------------- | --------------- | ----------------- | --------------- |
| 1586             | 15-86           | R8                | popiersie       |
| Zygmunt III Waza |                 |                   |                 |
| 1592             | 15-9Z           | R8                | postać stojąca  |

## Monety Rzeczypospolitej bite w Rydze[24]
W Rydze bito również monety nienoszące symboliki ani nazwy miasta, oznaczane jednak inicjałami mincerzy ryskich. Były nimi następujące walory:
| Monety Rzeczypospolitej bite w Rydze | Monety Rzeczypospolitej bite w Rydze | Monety Rzeczypospolitej bite w Rydze                              |
| Nominał                              | Rocznik                              | Uwagi                                                             |
| Stefan I Batory                      | Stefan I Batory                      | Stefan I Batory                                                   |
| ------------------------------------ | ------------------------------------ | ----------------------------------------------------------------- |
| talar                                | 1586                                 | medalowy – popiersie króla w lewo                                 |
| 5 dukatów                            | 1586                                 | bite stemplem talara                                              |
| 11½ dukata                           | 1586                                 | bite stemplem talara                                              |
| 10 dukatów                           | 1592                                 | awers talara Stefana Batorego, rewers portugału Zygmunta III Wazy |
| Zygmunt III Wazon                    |                                      |                                                                   |
| talar                                | 1592                                 | awers – postać stojąca króla, rewers – herb Rzeczypospolitej      |
| 6 dukatów                            | 1592                                 | bity stemplem talara z 1592 r.                                    |
| 10 dukatów                           | 1592                                 | bity stemplem talara z 1592 r. – znane fałszerstwa                |
| 10 dukatów                           | 1617                                 | awers – głowa króla, rewers – herb Rzeczypospolitej               |